# Sumpf-Haarstrang
Der Sumpf-Haarstrang (Peucedanum palustre) ist eine Pflanzenart aus der Gattung Haarstrang (Peucedanum) innerhalb der Familie der Doldenblütler (Apiaceae). Ein weiterer Trivialname ist Ölsenich, das Wort "Ölsenich" ist ein slawisches Wort und kommt von "olse" für „Erle“.

## Beschreibung

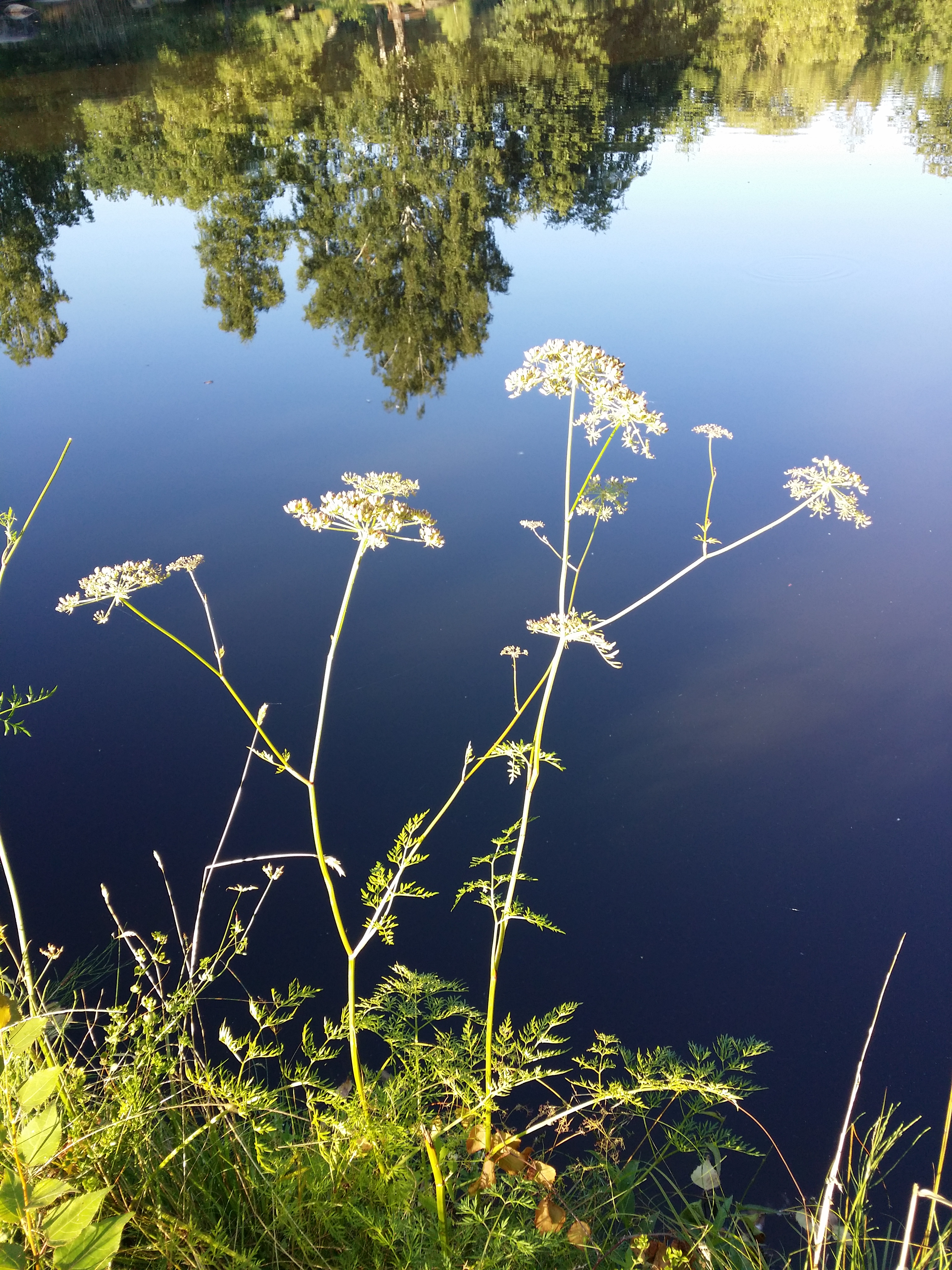
Habitus im Habitat

Blüten

### Vegetative Merkmale
Der Sumpf-Haarstrang ist eine zweijährige krautige Pflanze, erreicht Wuchshöhen von 50 Zentimetern bis zu 1,6 Metern und wächst oft locker-buschig. Der Stängel ist aufrecht, er besitzt am Grund keinen Faserschopf (dies ist nur bei dieser Art der Fall) und ist mindestens im oberen Teil kahl und kantig gefurcht.  
Die Laubblätter sind dreifach gefiedert, die Endabschnitte sind bei einer Breite von 1 bis 3 Millimetern linealisch mit kurzem, weißlichen oberen Ende und auf der Unterseite mit einem deutlich hervortretenden Adernetz versehen. Die Laubblätter sind im Umriss dreieckig; die unteren sind sehr groß und lang gestielt, die oberen sind viel kleiner und einfacher gegliedert und auf ihren an der Spitze geöhrten Blattscheiden sitzend.

### Generative Merkmale
Die Blütezeit reicht von Juli bis August. Der Blütenstandsschaft ist relativ lang. Der doppeldoldige Blütenstand ist etwa 20- bis 30-strahlig. Hülle und Hüllchen sind mehrblättrig. Die Hüllchenblätter sind lanzettlich, am weißlichen Hautrand gewimpert und als Ganzes zurückgeschlagen. Die Blüten sind zwittrig. Die weißen Kronblätter sind etwa 1 Millimeter lang und 1 Millimeter breit, mit ausgerandetem oberen Ende und mit einem eingeschlagenen Läppchen versehen. Die zwei Griffel sind 0,5 bis 1 Millimeter lang und waagrecht ausgebreitet.
Die Frucht ist bei einer Länge von 4 bis 5,5 Millimetern oval. Die Randrippe ist etwa halb so breit wie das Fruchtgehäuse.
Die Chromosomenzahl beträgt 2n = 22.

## Ökologie
Beim Sumpf-Haarstrang handelt es sich um einen Hemikryptophyten.
Blütenbesucher sind Käfer, Zweiflügler, Hautflügler und Schmetterlinge.
Der Sumpf-Haarstrang ist die Raupen-Nahrungspflanze der nur auf wenige sumpfige Gebiete bei Cambridge und Norfolk in England beschränkten Unterart Papilio machaon britannicus des Schwalbenschwanzes.

## Vorkommen
Peucedanum palustre ist ein nordisch-temperat-kontinentales Florenelement. Sie kommt in Europa von Südfrankreich, Oberitalien und dem ehemaligen Jugoslawien bis in das Ostseegebiet vor. In Norwegen nur im südlichen Teil. Für Peucedanum palustre gibt es Fundortangaben für Frankreich, das Vereinigte Königreich , die Niederlande, Belgien, Dänemark, Norwegen, Schweden, Finnland, Litauen, Estland, Lettland, Belarus, die Ukraine, Polen, Tschechien, Deutschland, die Slowakei, Schweiz, Österreich, Ungarn, Italien, Slowenien, Kroatien, Serbien, Bulgarien, Rumänien, das europäische Russland und Sibirien.
In Mitteleuropa kommt der Sumpf-Haarstrang nur lückenhaft verbreitet vor. In Deutschland ist der Sumpf-Haarstrang nur in Norddeutschland verbreitet und häufig zu finden; darüber hinaus ist er in Süddeutschland (vor allem im Alpenvorland) noch öfters anzutreffen. Im Böhmerwald steigt er bis in eine Höhenlage von 1050 Meter auf.
Peucedanum palustre wächst an lichten bis schwach beschatteten, feuchten (bis nassen), meist kalkarmen, doch basenreichen, schwach sauren Standorten. Der Sumpf-Haarstrang kommt in Seggenrieden, in Schwingrasen, in aufgelockerten Schilfröhrichten oder auch in lichten, seggenreichen Erlenbeständen vor. Der Sumpf-Haarstrang ist in Mitteleuropa eine Verbandscharakterart des Magnocaricion, kommt aber auch in Pflanzengesellschaften der Ordnung Alnetalia vor.
Die ökologischen Zeigerwerte nach Landolt et al. 2010 sind in der Schweiz: Feuchtezahl F = 4+w (nass aber mäßig wechselnd), Lichtzahl L = 3 (halbschattig), Reaktionszahl R = 3 (schwach sauer bis neutral), Temperaturzahl T = 4 (kollin), Nährstoffzahl N = 2 (nährstoffarm), Kontinentalitätszahl K = 3 (subozeanisch bis subkontinental), Salztoleranz = 1 (tolerant).

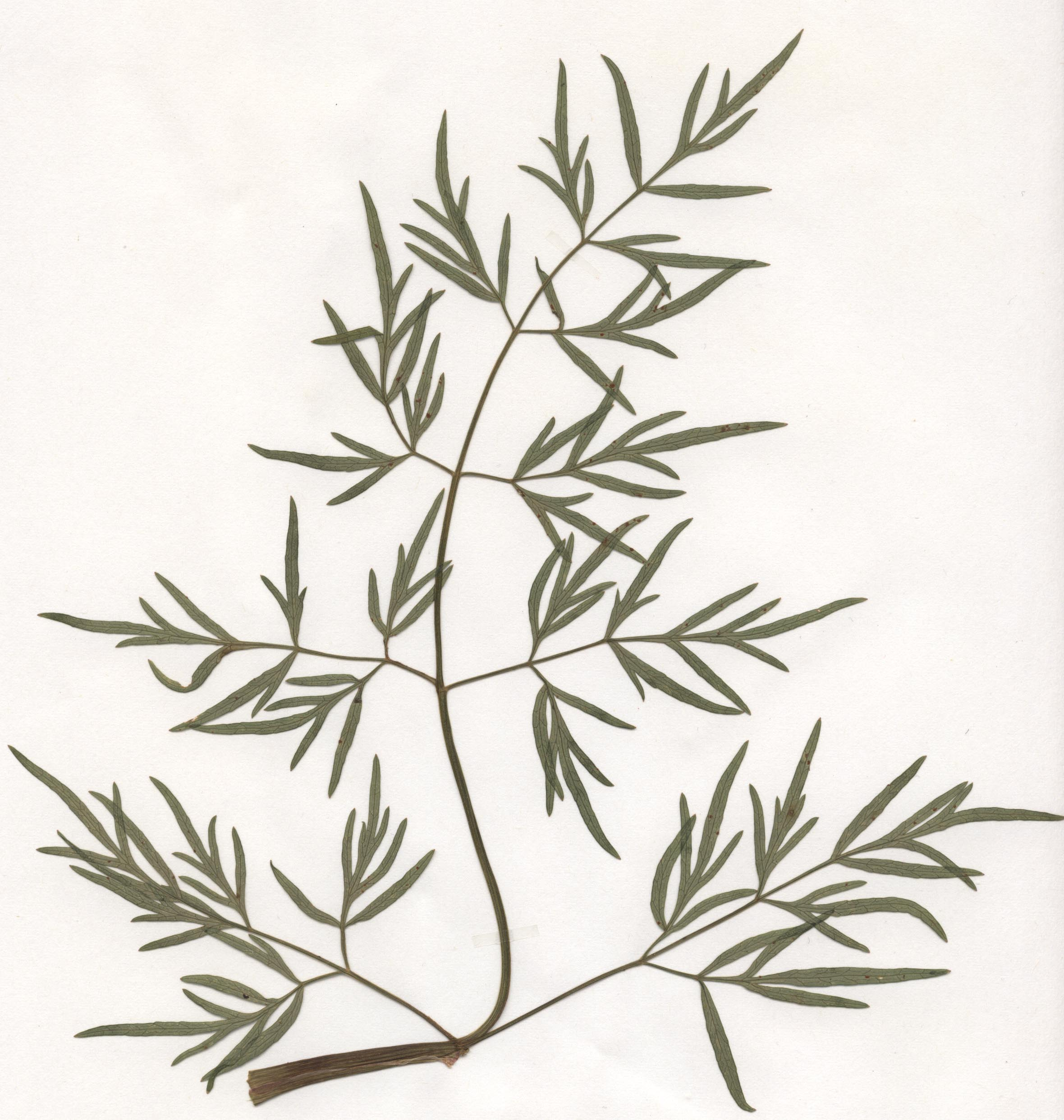
Herbarbeleg des Stängelblattes (Bitte keine Pflanzenteile aus Naturbeständen entnehmen)
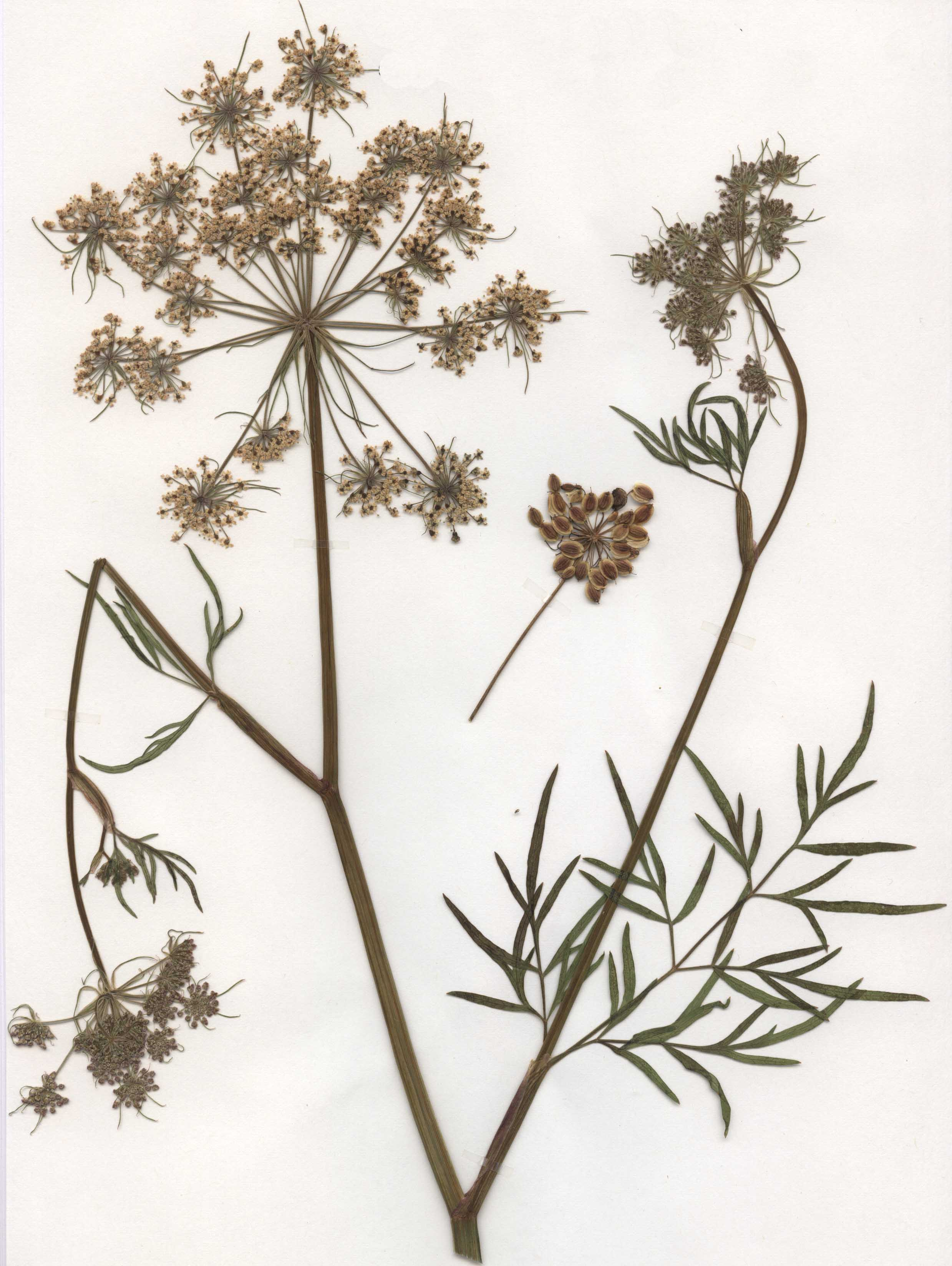
Herbarbeleg des doppeldoldigen Blütenstandes (Bitte keine Pflanzenteile aus Naturbeständen entnehmen)
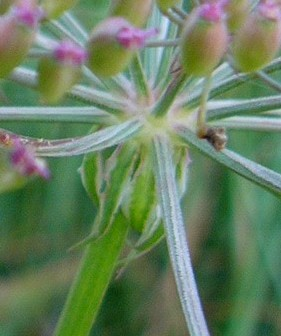
Hüllblätter und unreife Früchte
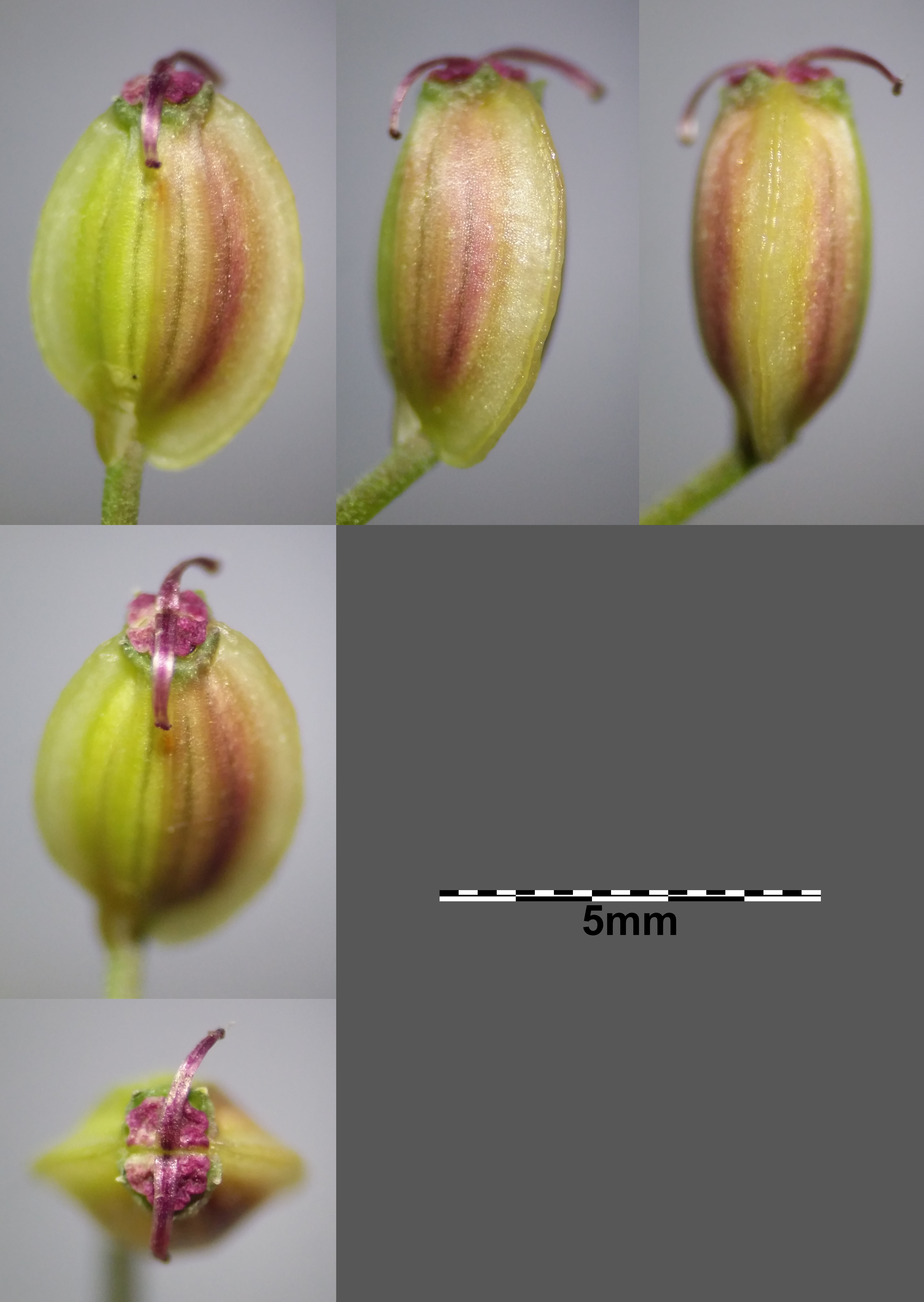
Früchte

## Taxonomie
Die Erstveröffentlichung erfolgte 1753 unter dem Namen (Basionym) Selinum palustre durch Carl von Linné in Species Plantarum, Tomus I, Seite 244. Die Neukombination zu Peucedanum palustre (L.) Moench wurde 1794 durch Conrad Moench in Methodus Plantas Horti Botanici et Agri Marburgensis, Seite 82 veröffentlicht. Weitere Synonyme für Peucedanum palustre (L.) Moench sind: Calestania palustris (L.) Koso-Pol., Thyselium palustre (L.) Raf., Thysselinum palustre (L.) Hoffm.

## Nutzung
Der Sumpf-Haarstrang war als Heilpflanze früher geschätzt. Die Wurzel fand als "Radix Olsnitii", als Ölsenich-Wurzel, besonders gegen Epilepsie Verwendung.